# Janáček (cràter)
Janáček és un cràter d'impacte en el planeta Mercuri de 47 km de diàmetre. Porta el nom del compositor txec Leoš Janáček (1854-1928), i el seu nom va ser aprovat per la Unió Astronòmica Internacional el 1985.
La sonda espacial MESSENGER, que orbitava Mercuri, es va estavellar a prop del cràter el 30 d'abril de 2015.